# Regicidio di Umberto I
Il regicidio di Umberto I fu commesso dall'anarchico Gaetano Bresci durante una visita ufficiale del re a Monza, domenica 29 luglio 1900. Il re era già scampato ai due attentati anarchici di Giovanni Passannante il 17 novembre 1878 e di Pietro Acciarito il 20 aprile 1897.

## Contesto

### I precedenti tentativi di regicidio
Succeduto al padre Vittorio Emanuele II il 9 gennaio 1878, già da subito Umberto I fu il bersaglio prediletto degli anarchici. Appena dieci mesi dopo la salita al trono, il 17 novembre 1878, fu vittima di un primo attentato: mentre si trovava in visita a Napoli insieme alla moglie, il figlio e il presidente del Consiglio Benedetto Cairoli, venne improvvisamente attaccato, con un coltello, dall'anarchico lucano Giovanni Passannante, il quale non riuscì nel proprio intento. Nel tentativo di uccidere il monarca, Passannante urlò: «Viva Orsini, viva la repubblica universale». Il re riuscì a difendersi e un ufficiale dei Corazzieri del seguito si scagliò contro l'attentatore, ferendolo alla testa con la sciabola (il re subì un leggero taglio a un braccio), mentre Cairoli, nel tentativo di bloccare l'aggressore, veniva ferito a una coscia. Il tentato assassinio generò numerosi cortei di protesta, sia contro sia a favore dell'attentatore, e non mancarono scontri tra forze dell'ordine e anarchici. A seguito del tentato regicidio, l'allora Capo della Polizia Luigi Berti fu costretto a rassegnare le dimissioni un mese dopo. Passannante venne poi condannato all’ergastolo e trasferito in carcere dove iniziò a manifestare seri problemi mentali, morendo suicida nel 1910. 
Il sovrano subì un secondo attentato il 22 aprile 1897, stavolta a Roma. Umberto si trovava presso l'ippodromo delle Capannelle quando l’anarchico Pietro Acciarito si buttò verso la sua carrozza armato di coltello. Il re, notata tempestivamente l'arma impugnata, fu in grado di schivare con facilità il tentativo dell'anarchico di sferrargli un colpo e rimase illeso. Essendo appena riuscito a graffiare la carrozza che recava il sovrano, Acciarito si allontanò con calma e, nella confusione seguita al suo gesto, fu fermato solo dopo che ebbe percorso circa 50 metri. Acciarito venne poi arrestato e condannato all'ergastolo. Analogamente a Passannante, la sua pena fu molto rigida ed ebbe gravi conseguenze sulla sua salute mentale. 

### I moti di Milano

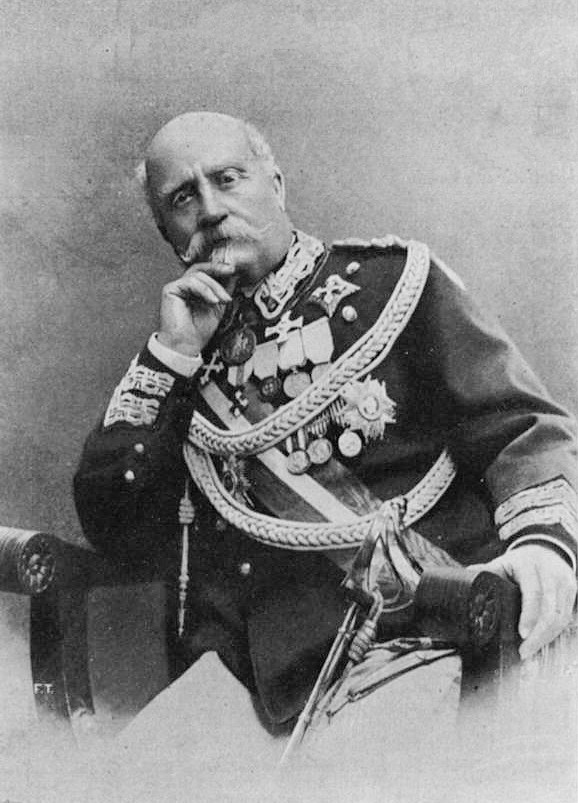
Fiorenzo Bava Beccaris

Tra il 6 e l'8 maggio 1898, la popolazione di Milano scese in piazza contro le condizioni di lavoro e l'aumento del prezzo del pane dei mesi precedenti. Il governo di Antonio Starabba di Rudinì dichiarò lo stato d'assedio e diede pieni poteri al generale Fiorenzo Bava Beccaris per reprimere la rivolta. I risultati furono drammatici: a ribellione repressa si contarono 81 morti e 450 feriti tra la popolazione.
Dopo i fatti di Milano, Bava Beccaris il 5 giugno ricevette da re l'onorificenza di Grande ufficiale dell'Ordine militare di Savoia e il 4 luglio venne nominato dal re Senatore del Regno, carica che mantenne fino al 1924, all'alba del fascismo, di cui divenne sostenitore.
La repressione della rivolta nel sangue, l'onorificenza e la nomina a Senatore di Bava Beccaris suscitarono il forte sdegno di parte della popolazione, tra cui lo stesso Bresci che, dopo il regicidio, dichiarò esplicitamente di aver voluto "vendicare i morti del maggio 1898 e l'offesa della decorazione al criminale Bava Beccaris",

### La preparazione del regicidio

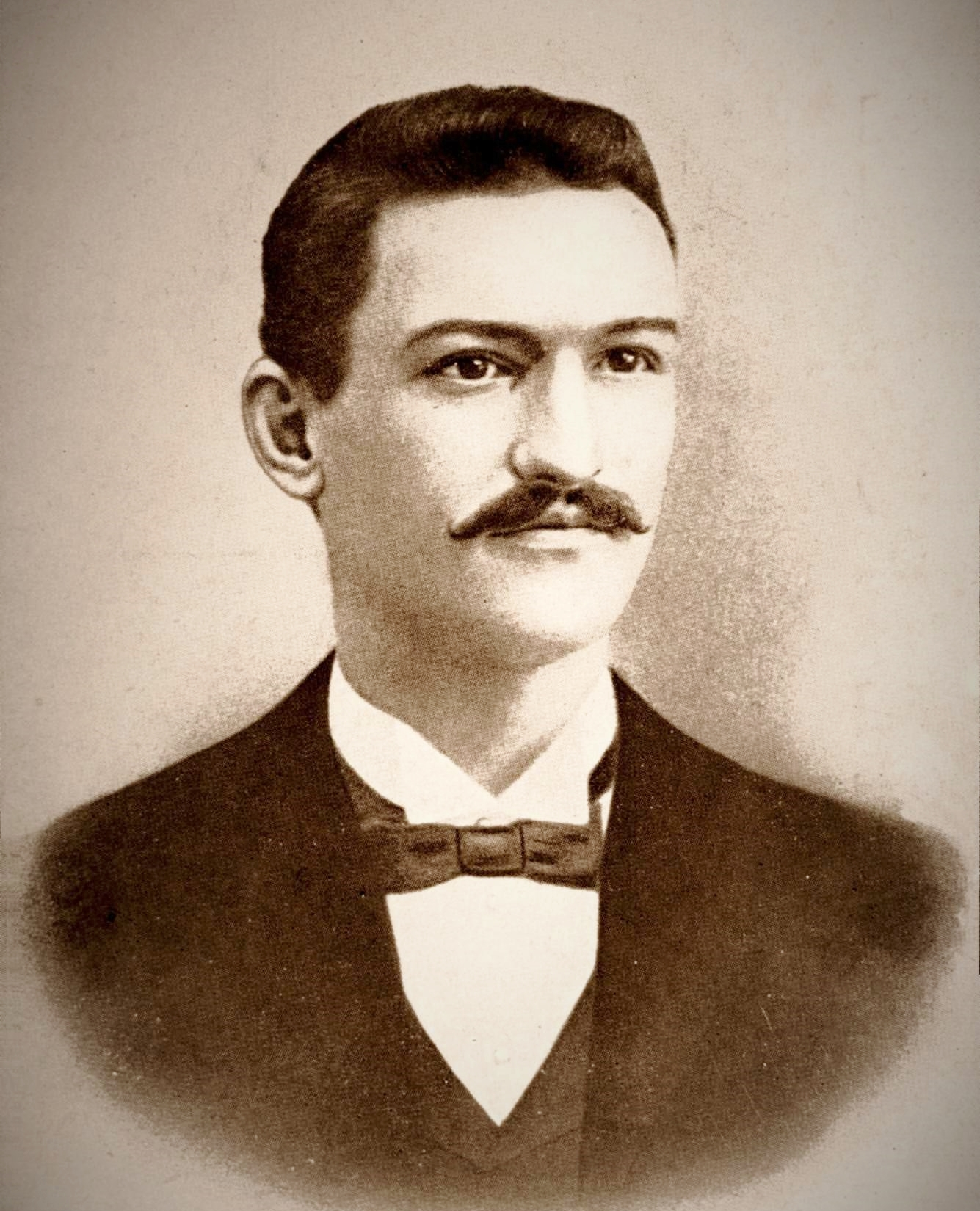
L'anarchico toscano Gaetano Bresci, autore dell'attentato al re

L'anarchico toscano Gaetano Bresci, di professione operaio, era nato a Prato nel 1869. Aderì presto alle idee anarchiche e nel 1894 venne condannato a due anni di domicilio coatto nell'isola di Lampedusa e dopo aver scontato la pena diventò tessitore a Ponte all'Ania nel comune di Barga (LU); all'inizio del 1898 emigrò negli Stati Uniti a Paterson in New Jersey e riprese il lavoro di operaio tessile.
Il 27 febbraio 1900 acquistò a Paterson l'arma per uccidere il re, un revolver Harrington & Richardson modello "Massachusetts" a cinque colpi, calibro .38 S&W attualmente conservato presso il Museo criminologico di Roma.
Il 17 maggio si imbarcò da New York e il 26 maggio sbarcò a Le Havre. Assieme a un elbano e a un trentino visitò l'Esposizione di Parigi e poi tornò a Coiano di Prato, suo paese natale, dove rimase fino al 18 luglio, quando si trasferì da sua sorella a San Pietro. Raggiunse poi Bologna e la sera del 21 luglio Piacenza, poi il 24 luglio giunse Milano dove affittò la camera di una pensione e il 27 luglio arrivò a Monza, dove affittò un'altra camera e cominciò a perlustrare la zona e i dintorni di Villa Reale chiedendo anche notizie sugli spostamenti della famiglia reale fino al giorno dell'attentato.

## Cronologia degli eventi

### Il regicidio
Il re era stato invitato alla cerimonia di chiusura della società di ginnastica Forti e Liberi in via Matteo da Campione: dopo essere arrivato in carrozza e aver assistito agli esercizi ginnici ed al discorso di premiazione del prof. Draghino, si avviò verso la carrozza alle 21:30 per tornare a Villa Reale. Mentre usciva dal portone, dove c'era una folla di ginnasti, si avvicinò Bresci che lo colpì tre volte con il revolver, sparando il quarto colpo a vuoto. Il Re fu colpito sia al volto che alla gola.
I cavalli si imbizzarrirono e il re venne portato il prima possibile a Villa Reale, ma vi giunse esanime. Bresci venne circondato dai carabinieri, coi quali ebbe una colluttazione, strappò a uno di loro la divisa e infine venne catturato dal maresciallo dei carabinieri Locatelli in collaborazione con un pompiere e portato nella guardina della caserma dei carabinieri. Il re, affidato ai medici chirurghi Vincenzo Vercelli e Attilio Savio (quest'ultimo anche assessore comunale), venne da loro dichiarato morto alle 22:40. 

### Il ritorno della salma del Re a Roma
Il 30 luglio arrivarono a Monza reali, principi e principesse. Il nuovo re Vittorio Emanuele III, che era in crociera nel Mediterraneo con la consorte Elena di Montenegro, sbarcò a Reggio Calabria, per poi raggiungere Napoli, dove si incontrò con l'ex presidente del Consiglio Francesco Crispi. Da qui i nuovi regnanti giunsero in treno alle 18:30 nella stazione di Monza, controllata dal Reggimento "Genova Cavalleria". Re Vittorio Emanuele III poté così incontrare la madre e vedere la salma del padre nella camera ardente.

### Il funerale del Re a Roma

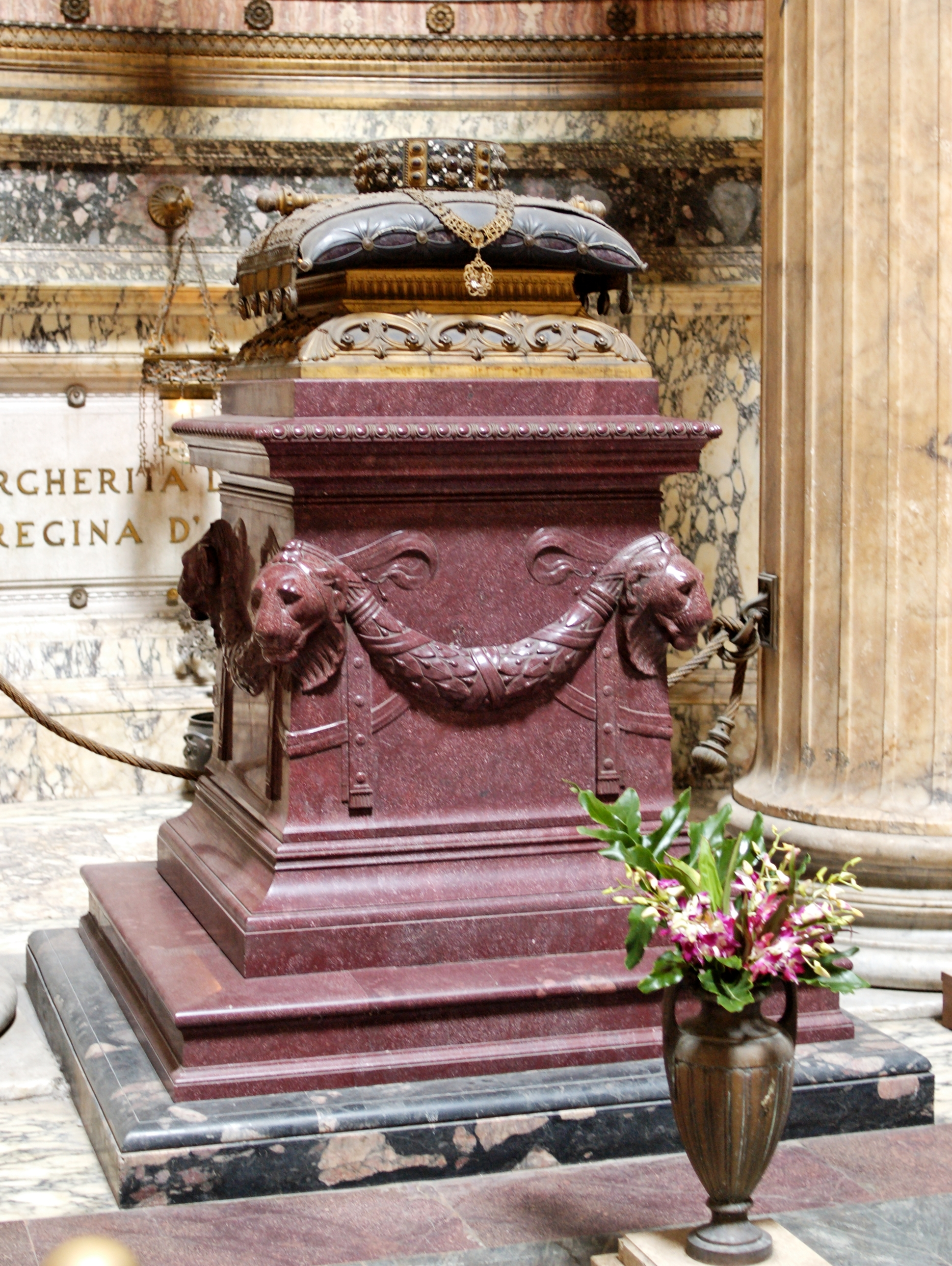
La tomba di Umberto I nel Pantheon, Roma

L'8 agosto, dopo una cerimonia nella camera ardente di Villa Reale, la salma venne accompagnata in stazione, da dove partì per Roma in un vagone speciale con l'alto clero e i dignitari di corte, a cui era stata affidata anche la Corona ferrea. Alle 18:30 giunse nella stazione di Roma Termini, da dove il corteo funebre, con in testa il generale Amedeo Avogadro, tra due ali di folla raggiunse il Pantheon, dove la salma venne tumulata.

## Il processo

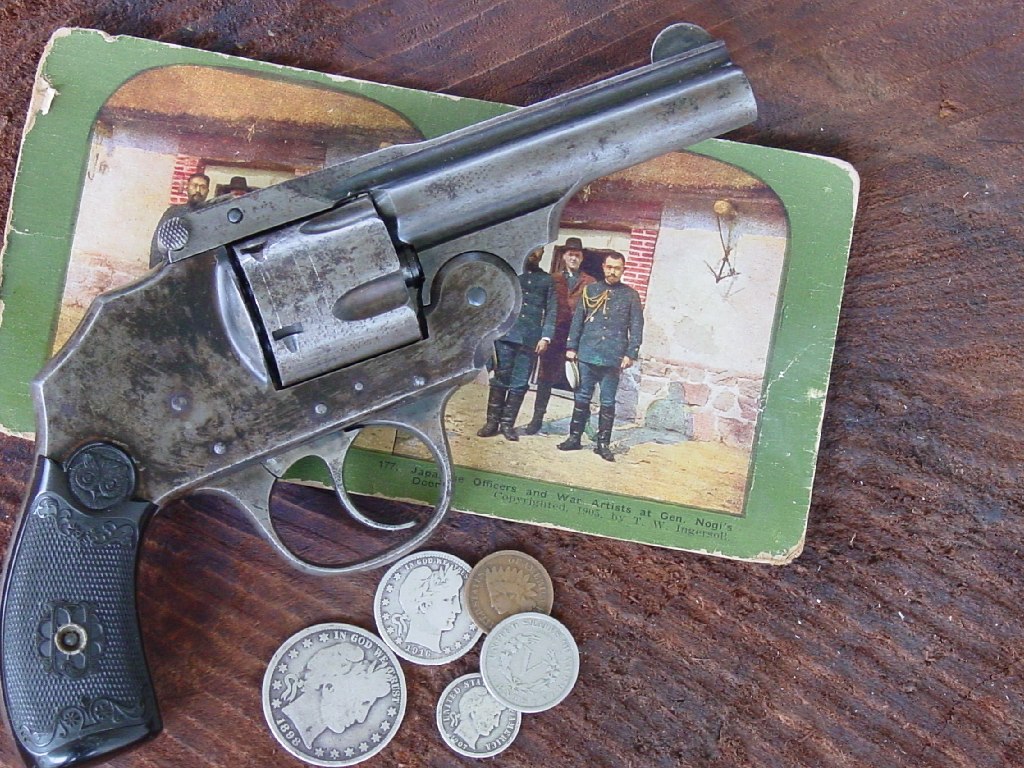
Un revolver Harrington & Richardson calibro .38 simile al modello acquistato da Gaetano Bresci

Molte furono le voci che si alzarono - contro o a favore - il gesto di Bresci, immediatamente messe a tacere dall'introduzione del nuovo reato di "apologia di regicidio", per il quale vennero tratti in arresto due religiosi: don Arturo Capone, parroco a Salerno, e fra Giuseppe Volponi, un francescano di Roma. Quest'ultimo fu condannato a 8 mesi di reclusione e a mille lire di multa (28 agosto).
Il 29 agosto 1900, alle nove del mattino, presso la Corte d’assise di Milano si aprì il processo contro Gaetano Bresci, che venne difeso dall'ex anarchico Francesco Saverio Merlino, dopo che Filippo Turati aveva rifiutato per non compromettere il Partito Socialista Italiano e la sua carriera politica. La sentenza arrivò nel tardo pomeriggio, alle 18: Bresci venne condannato alla pena dell’ergastolo, inasprita dalla segregazione cellulare per i primi sette anni nel penitenziario di Santo Stefano, nell'isola di Ventotene, in una cella di nove metri quadri costruita per sorvegliarlo. L’anarchico scontò poco meno di un anno della pena: il 22 maggio 1901 venne infatti trovato impiccato nella sua cella e la sua morte venne archiviata come suicidio. Esistono però dubbi sulle cause del decesso, attribuito secondo alcuni a un pestaggio da parte delle guardie carcerarie che poi avrebbero inscenato il suo suicidio.
L'anarchico americano Leon Czolgosz disse che il regicidio di Umberto I fu la sua ispirazione per uccidere il presidente degli Stati Uniti William McKinley, il 14 settembre 1901.
Gli effetti personali di Bresci, tra cui la pistola con cui uccise Umberto I con alcuni proiettili, si trovano al Museo criminologico di Roma.

## Commemorazione
Nel centenario dell'attentato, il 29 luglio 2000 venne ricordato il Re d'Italia con una messa solenne nel Duomo di Monza e con una commemorazione a Villa Reale; alle cerimonie parteciparono il sindaco della città, Roberto Colombo, e lo storico Aldo Mola con il duca Amedeo di Savoia-Aosta e il principe Sergio di Jugoslavia mentre a Roma i monarchici portarono i fiori sulla tomba al Pantheon.

## Nella cultura di massa

### Cinema
- L'ultimo giorno del Re, regia di Ettore Radice (2020)[8].

### Letteratura

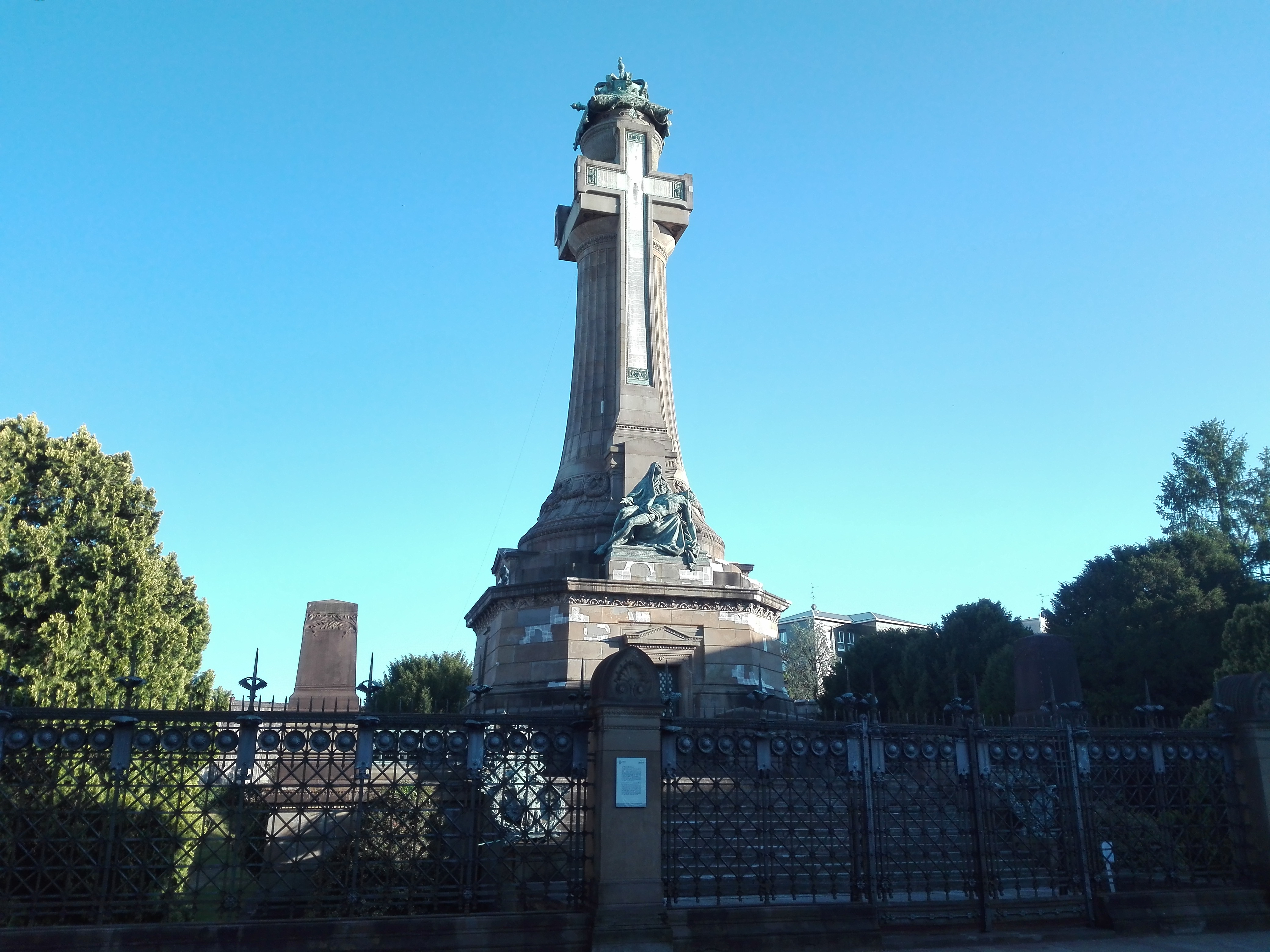
La Cappella Espiatoria a Monza

- Al Re Umberto, inno del poeta Giovanni Pascoli, scritto di getto e dedicato al sovrano scomparso.
- XXIX Luglio, ode di Adolfo Resplendino declamata dalla quattordicenne attrice Paola Pezzaglia il 29 luglio 1901 durante le solenni commemorazioni di Monza a un anno dall'uccisione del Re.[9]

### Architettura
Nel luogo dell'attentato, a Monza venne costruita nel 1910 la Cappella espiatoria in memoria del re ucciso, su disegno dell'architetto Giuseppe Sacconi, per volontà del figlio del re, Vittorio Emanuele III.